# هارون أبيل رايت
هارون أبيل رايت هو سياسي كندي، ولد في 6 يونيو 1840 في كندا، وتوفي في 23 فبراير 1922 في نفس البلد. حزبياً، نشط في الحزب الليبرالي الكندي. وقد انتخب عضو مجلس العموم الكندي.